# Tzopilja
Tzopilja är en ort i Mexiko.   Den ligger i kommunen Oxchuc och delstaten Chiapas, i den sydöstra delen av landet, 800 km öster om huvudstaden Mexico City. Tzopilja ligger 2 130 meter över havet och antalet invånare är 1 245.
Terrängen runt Tzopilja är kuperad. Runt Tzopilja är det glesbefolkat, med 16 invånare per kvadratkilometer. I omgivningarna runt Tzopilja växer huvudsakligen savannskog.